# Alice Creischer
Pour les articles homonymes, voir Creischer.
Alice Creischer, née en 1960 à Gerolstein (Allemagne), est une artiste conceptuelle, écrivaine et théoricienne de l'art allemande.
Sa pratique artistique et ses travaux théoriques portent sur des questions de pouvoir économique et institutionnel, de mondialisation et d'histoire du capitalisme.

## Biographie
Creischer étudie la philosophie et la littérature à l'université de Düsseldorf et les beaux-arts à l'Académie des beaux-arts de Düsseldorf. Elle est notamment l'élève de la master class de Fritz Schwegler en 1987/1988.
Elle est également théoricienne de l'art en publiant dans les revues springerin, Texte zur Kunst et ANYP. En 2002, Alice Creischer et commissaire de l'exposition Violence on the Margin of All Things à la Generali Foundation à Vienne avec Andreas Siekmann. En 2006, elle reçoit le prix norvégien Edward Munch pour l'art contemporain. Un des membres du jury était Roger Buergel qui invite Creischer à la documenta 12 l'année suivante.
En 2010, Creischer organise l'exposition The Potosí Principle - Comment pouvons-nous chanter le cantique du Seigneur dans un pays étranger ? En collaboration avec Andreas Siekmann et Max Jorge Hinderer  pour le Musée Reina Sofía à Madrid. L'exposition controversée montre pour la première fois des images de l'école de peinture de Potosi dans un contexte muséal et confronte les œuvres de l'Amérique latine coloniale des XVIIe et XVIIIe siècles aux positions d'artistes actuels tels que Stephan Dillemuth ou Chto Delat. L'exposition, présentée ensuite à la Maison des cultures du monde de Berlin ainsi qu'au Museo Nacional de Arte et au MUSEF de La Paz, développe sa propre grammaire d'exposition : afin d'échapper à la décontextualisation du musée, l'esthétisation par le « White Cube », aucune image n'était traditionnellement accrochée au mur - à la place, les conservateurs ont développé leur propre système d'installation. Le "Principe de Potosi" affirme que la modernité et la mondialisation sont nées en Amérique latine - et étaient déjà inextricablement liées à l'oppression et à l'exploitation coloniales dans les mines d'argent de Potosí.
Creischer vit et travaille à Berlin et Buenos Aires.

## Expositions (sélection)

### Expositions personnelles
- 2019 : His Master's Voice, KOW Gallery Berlin
- 2016 : It is March 24 in the year 2000 which is compelling to be prospective, Culture Gest, Lisbonne
- 2014 : In The Stomach Of The Predators, KOW Gallery Berlin
- 2010 : Museo Nacional de Arte, La Paz
- 2009 : MACBA, Barcelone
- 2009 : Reina Sofia Madrid
- 2009 : Haus der Kulturen der Welt, Berlin
- 2008 : The Painter's Studio : A Real Allegory Defining Seven Years of My Artistic Life und Apparat zum osmotischen Druckausgleich von Reichtum bei der Betrachtung von Armut, MACBA, Barcelona[4]
- 2005 : Apparat zum osmotischen Druckausgleich von Reichtum bei der Betrachtung von Armut, Gesellschaft für Aktuelle Kunst (GAK), Bremen[5]
- 2001 : The Greatest Happiness Principle Party, Secession, Wien.

### Expositions de groupe
- 2016 : Jerusalem Show - Al Ma'mal Foundation for Contemporary Art
- 2015 : school of Kyiv, Biennial
- 2013 : Zur Aktualisierung des Atlasses von Arntz und Neurath, mit Andreas Siekmann, K' Zentrum Aktuelle Kunst, Bremen.
- 2012 : Social Fabric
- 2007 : documenta 12, Kassel.
- 2005 : Be what you want but stay where you are, Witte de With, Rotterdam.
- 2004 : Ex Argentina - Schritte zur Flucht von der Arbeit zum Tun, Museum Ludwig, Köln.
- 2003 : Die Regierung, Kunstraum der Universität Lüneburg.
- 2000 : Dinge, die wir nicht verstehen, Generali Foundation, Wien.
- 2000 : Gouvernementalität, Alte Kestner Gesellschaft, Hannover.
- 2000 : Sidewalks, Künstlerhaus Bremen.
- 1998 : Mach doch heute Lobby, Kunstbüro Wien[6]
- 1994 : Freundschaftsspiel, Kunsthalle Düsseldorf.

## Récompenses et distinctions
- (en) Alice Creischer : Awards, sur l'Internet Movie Database